# Ampelum Zlatna

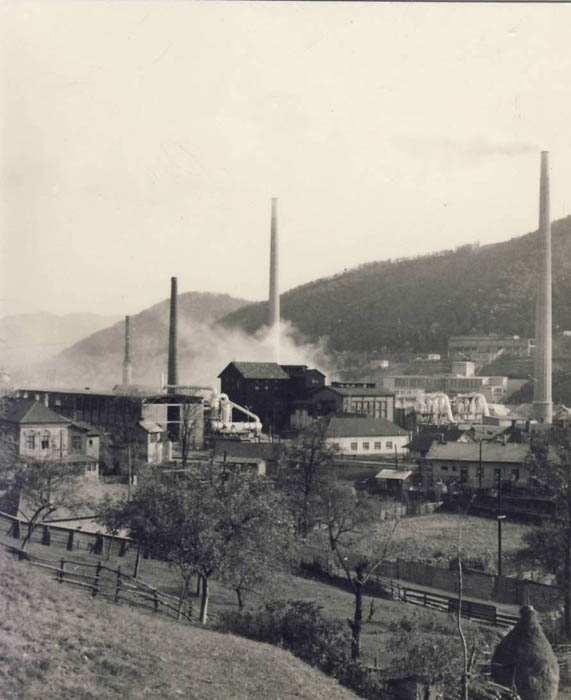
Combinatul Zlatna în perioada comunistă

Ampelum Zlatna a fost un combinat de prelucrare a cuprului din Zlatna, România,
închis definitiv în anul 2003. În anul 1999, în combinat lucrau aproximativ 2.500 de angajați. Combinatul a intrat în faliment în anul 2007 iar în anul 2004, când s-a declanșat procedura de lichidare, avea 1.300 miliarde lei vechi datorii (130.000.000 lei noi).
Combinatul producea cupru de convertizor, acid sulfuric, pulbere de aluminiu, sulfat de cupru, sulfat de fier și sulfat de magneziu.

## Istoric
Prelucrarea cuprului a fost efectuată la Zlatna din 1747, însă cuprul a fost extras din munții din jurul orașului încă de pe vremea romanilor. Topitoria de la Zlatna a fost inaugurată în anul 1747.
În centrul pirometalurgic principal, în topitoria de la Zlatna, dotată inițial cu 6 cuptoare pentru topirea minereurilor cuproase și plumboase bogate în aur și argint, au început ulterior să fie prelucrate și produsele intermediare - metale cupro-plumboase - care se obțineau în topitoriile construite ceva mai târziu la Certeju de Sus (1763) și la Baia de Arieș (1780). Aceste topitorii au fost închise ulterior, odată cu creșterea capacității topitoriei de la Zlatna. În timpul Revoluției de la 1848, topitoria a fost distrusă. După 1850, uzina este reconstruită iar procesul tehnologic este modificat prin aplicarea prăjirii clorurate la minereurile sulfuroase în scopul imbogățirii chimice mai avansate în metale prețioase pentru a fi extrase prin amalgamare, cu randamente mai mari. Mai târziu, în bazinul aurifer din Munții Apuseni, iau ființă primele instalații hidrometalurgice de extragere a aurului si argintului de la Gura Barza - procedeul de amalgamare - și la Baia de Arieș - procedeul de cianurare.
În 1875 la topitoria de la Zlatna sunt construite 7 cuptoare de prăjire oxidantă a minereurilor sulfuroase, cuptoare cu o singură vatră, cunoscute sub denumirea de Maletra-Bode. Gazele cu dioxid de sulf sunt valorificate în acid sulfuric în prima fabrică de acid sulfuric cu camere. Se construiesc primele cuptoare de topire cu cuvă verticală de secțiune dreptunghiulară, cu mantale laterale duble, răcite cu apă (Water-Jaket), destinate obținerii matelor cupro-plumboase. Se introduce procedeul de tratare a matelor bogate cu acid sulfuric, în scopul colectării metalelor prețioase în reziduul plumbos insolubil și prelucrării metalurgice până la plumb bogat. Soluțiile de sulfat de cupru sunt prelucrate pentru obținerea sulfatului de cupru cristalin, cu utilizare în viticultură.
În 1886, cuptoarele Water-Jaket sunt înlocuite cu un furnal cu cuvă înaltă de secțiune circulară (tip Pilz). În următorii 5 ani sunt introduse rețelele interioare de circulație, tip cale ferată îngustă, și se construiește o centrală electrică proprie și laboratorul central.
Între anii 1933-1935 sunt reconstruite cuptoarele de prăjire oxidantă, cărora li se adaugă altele, ajungându-se la 12 cuptoare; se construiește primul cuptor cu vatră, cu lopătare manuală, pentru aglomerare-topire până la faza de mată cuproasă, precum și primul convertizor rotativ pentru prelucrarea matei până la cupru de convertizor (cupru negru).
După 1950, respectiv după naționalizarea din 1948, vechile cuptoare de prăjire sunt înlocuite cu două cuptoare polietajate cu greblare metalică tip Lurgi și se trece la topirea amestecurilor de concentrate prăjite în amestec cu fondanți (calcar și cuarț aurifer) în două cuptoare cu vatră (cu flacără) cu lopătare manuala pentru obținerea matelor cuproase cu aur și argint. Se mai construiește un convertizor rotativ în scopul creșterii capacității de obținere a cuprului negru și a granulelor de cupru folosite la secția de sulfat de cupru.
În 1960 are loc prima sistematizare a uzinei vechi, fiind construite: cuptorul cu flacăra, cu boltă suspendată, cu suprafața vetrei de 80 m², pentru topirea concentratelor cuproase în amestec cu pirite bogate prăjite și 3 convertizoare rotative.
În etapa a doua, în anul 1968, fluxul tehnologic este completat cu o noua fabrică de acid sulfuric, tehnologie de contact și un cuptor de prăjire în strat fluidizat pentru piritele bogate. Capacitatea de producție în 1980 era de circa 15.000 t cupru de convertizor pe an. El era trimis la Baia Mare pentru rafinare electrolitică.
În 1985 a început construcția uzinei noi de cupru, cu următoarele unități principale:
- un cuptor de topire în suspensie, cu o capacitate de prelucrare de 26.000 t/an concentrate cuproase;
- două convertizoare rotative, fiecare cu capacitatea de 48 t/ciclu;
- două cuptoare cu rafinare termică;
- o secție de electroliză cu o capacitate de 29.900 t / an cupru electrolitic;
- o fabrică de acid sulfuric, pentru valorificarea gazelor sulfuroase de la topire și convertizare, cu o capacitate de 100.000 t acid sulfuric / linie (sunt 2 linii);
- o secție de flotație a zgurilor cuproase cu o capacitate de prelucrare de 170.000 t/an;
- o fabrică de oxigen (5000 Nm³/h)
- un coș de dispersie de mare înălțime (220 m), amplasat pe Măgura Dudașului.

Punerea în funcțiune a uzinei noi s-a făcut treptat, începând cu anul 1988, însă uzina nu a atins niciodată capacitățile proiectate, fiind închisă în 1996 iar uzina veche a mai funcționat încă 7 ani până la închiderea ei în 2003.

## Imagini

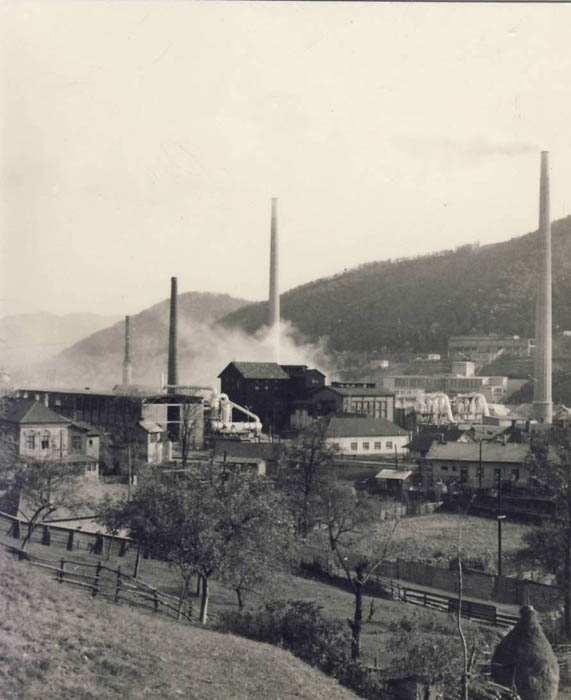
Ampelum Zlatna în perioada comunistă
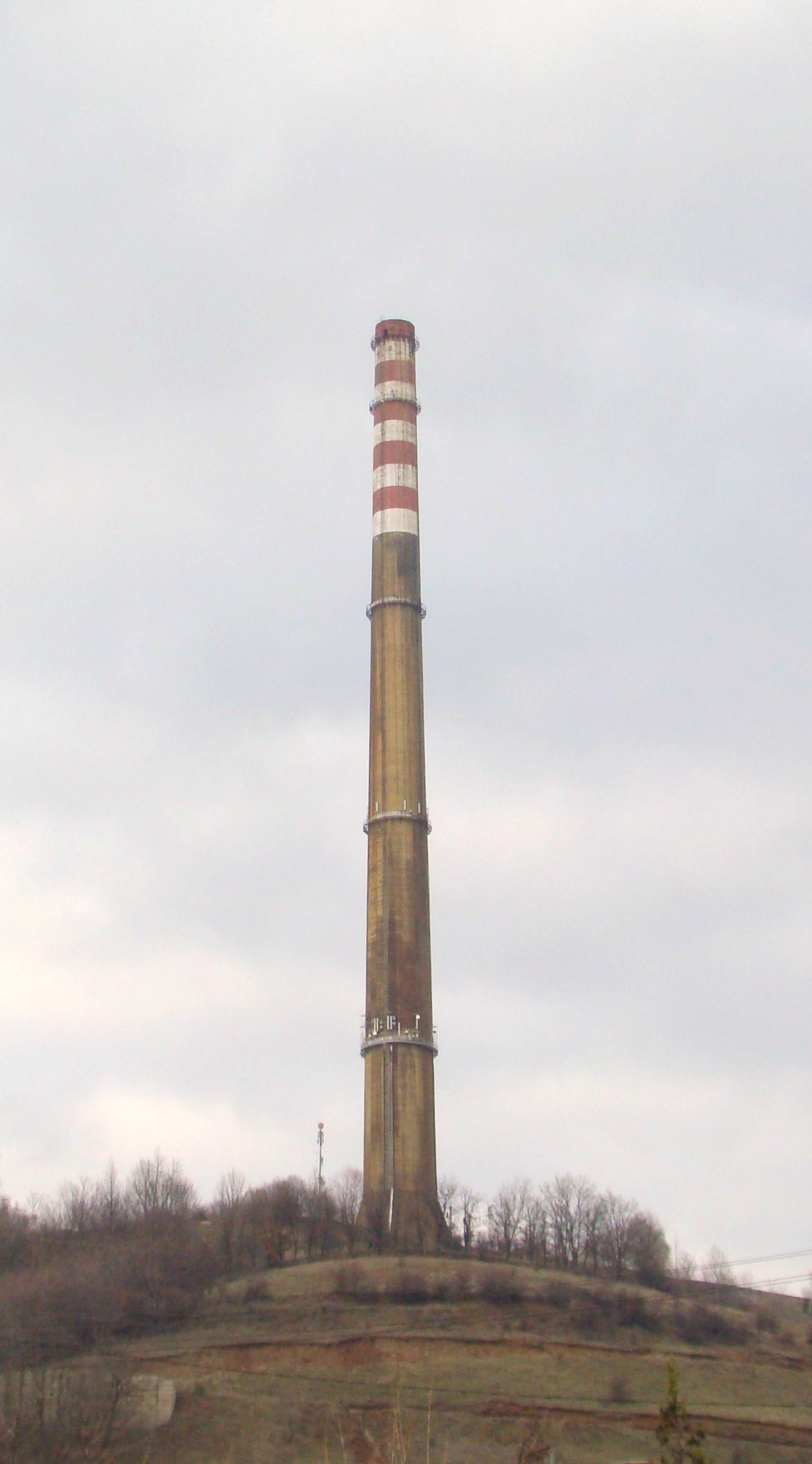
Coş de dispersie (220 m)
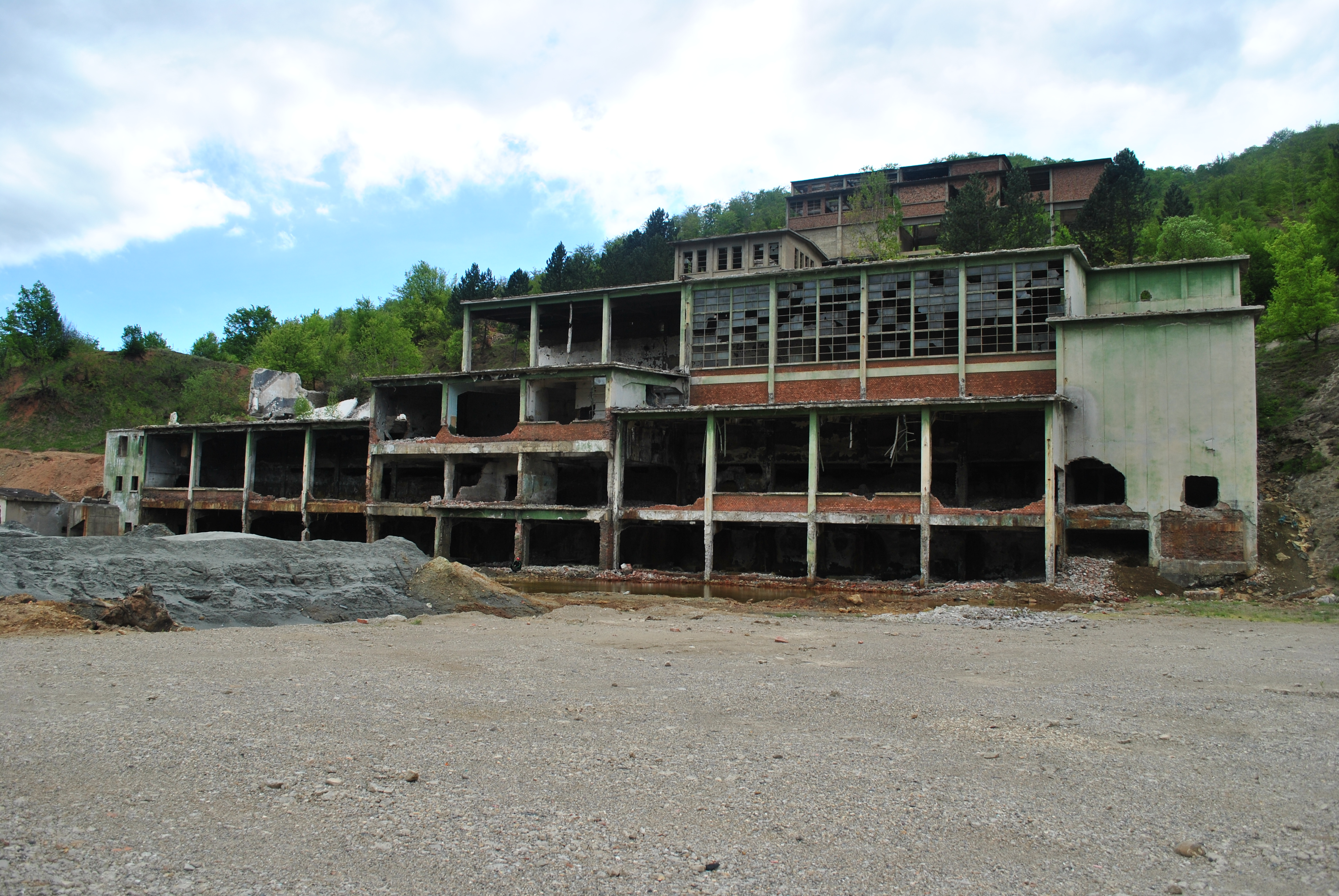
Fosta uzină de flotaţie